# Petaloptila baenai
Petaloptila baenai är en insektsart som beskrevs av Barranco 2004. Petaloptila baenai ingår i släktet Petaloptila och familjen syrsor. Inga underarter finns listade i Catalogue of Life.